# Dorfkirche Kirchremda

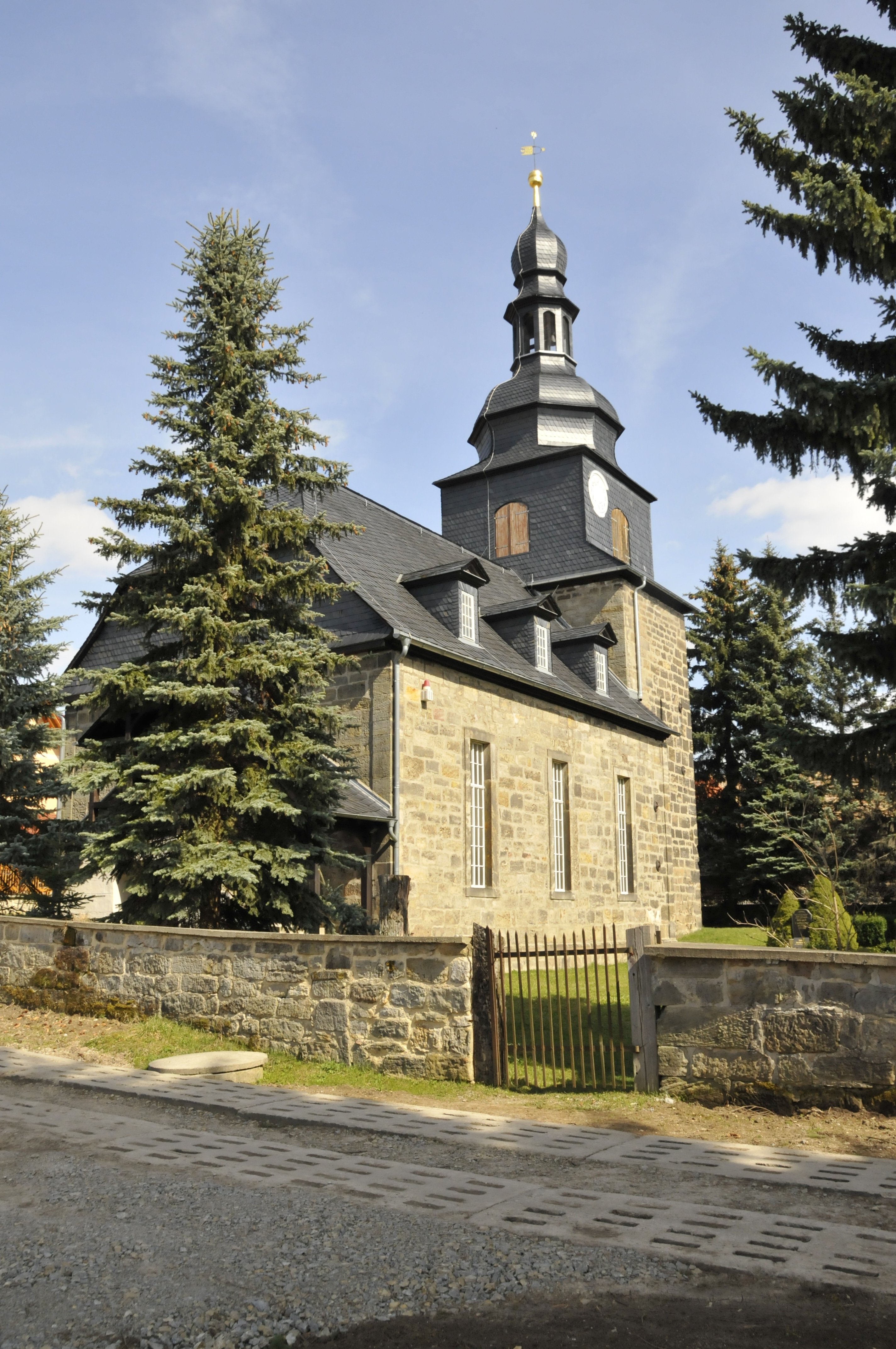
Die Kirche

Die Dorfkirche Kirchremda steht im Stadtteil Kirchremda der Stadt Rudolstadt im Landkreis Saalfeld-Rudolstadt in Thüringen.

## Geschichte
Die Kirche soll dem Ort den Namen gegeben haben, der 750–770 erstmals urkundlich erwähnt wurde. Der Ort war kirchlicher Stützpunkt der Remdaer Dörfer, bis der Stadt Remda mit der Übernahme des Stadt- und Marktrechtes diese Rolle zufiel.

## Architektur
Das Turmuntergeschoss der Chorturmkirche stammt aus romanischer Zeit. 1756 wurden der Turm aufgestockt und das Kirchenschiff angebaut. Der Kanzelaltar wurde 1713 aus zwei spätmittelalterlichen Altarretabeln aus dem 16. Jahrhundert zusammengebaut. 2007 wurde der Kirchturm mit Mitteln aus der Stiftung zur Bewahrung kirchlicher Baudenkmäler in Deutschland instand gesetzt.